# Володины (дворянский род)
Володины (Вологдины) — древний русский дворянский род.
Род записан в родословную книгу Воронежской губернии.
Род значится в числе дворянских фамилий Войска Донского.

## История рода
Яков, Михаил, Ширяй, Неклюд и Измаил Кузьмичи Володины владели поместьями в Тверском уезде (1540), из них первые трое служили царю и великому князю Ивану IV Васильевичу Грозному. Фёдор и Борис Шетиловы и Яков Васильевич служили по Епифани в казаках и повёрстаны в дети боярские (1585). Опричниками Ивана Грозного числились: Степан и Фёдор Володины. Сын боярский Фёдор Володин служил по Твери (1616). Богдан Володин Епифанский конный стрелец (1623).
В XVII столетии Володины служили в подьячих.
Подьячий Игнатий Володин владел населённым имением (1699).